# Stefan Brink
Artur Stefan Brink, född 1952,  är en svensk språkvetare. Han är professor i Scandinavian Studies, knuten till University of Cambridge, och forskar om Nordens äldre samhälle, språk och kultur.

## Biografi
Brink blev filosofie doktor i nordiska språk vid Uppsala universitet 1990 på avhandlingen Sockenbildning och sockennamn: studier i äldre territoriell indelning i Norden och utnämndes där till docent i nordiska språk, särskilt ortnamnsforskning 1991. Bland hans övriga produktion märks exempelvis The Viking World (Routledge). Brink är huvudredaktör för tidskriften Viking and medieval Scandinavia (Brepols) och den akademiska serien Acta Scandinavica (Brepols). Han har varit gästprofessor vid lärosäten som Harvard University, University of California, Los Angeles, Universitetet i Århus och Universitetet i Bergen. Brink var under 2017 gästforskare vid Institute for Advanced Study i Princeton, USA. Brink var också ledamot av Hälsinge Akademi. 

## Utmärkelser och ledamotskap
- Ledamot av Kungliga Vitterhets-, Historie- och Antikvitetsakademien (LHA, 2009)[4]
- Ledamot av Kungliga Gustav Adolfs Akademien för svensk folkkultur (LGAA, 1997)[5]
- Ledamot av Royal Society of Edinburgh (2017)[6]